# Syrohexapla
Die Syrohexapla ist die syrische Übersetzung des griechischen Textes des Alten Testaments nach der Rezension des Origenes in dessen Hexapla (5. Spalte).
Die Syrohexapla ist nach Ausweis der Kolophone zurückzuführen auf die Arbeit des syrisch-orthodoxen Bischofs Paul von Tella und seiner Mitarbeiter in den Jahren 615/617. Sie ist eine getreue Übertragung des griechischen Bibeltextes der Prophetenbücher und Hagiographen in der fünften Kolumne der Hexapla des Origenes ("Quinta") und enthält sogar einen Großteil seiner textkritischen Zeichen zur Markierung der Differenzen gegenüber dem von ihm herangezogenen hebräischen Bibeltext, die in den meisten Handschriften des griechischen Hexaplatextes fehlen. Daher hat sie große Bedeutung für die Rekonstruktion des Septuagintatextes vor der Hexapla des Origenes und die Unterscheidung zwischen den verschiedenen anderen Rezensionen.
Obwohl die Syrohexapla ein Werk der westsyrischen Kirche war, genoss sie auch unter den Anhängern der Assyrischen Kirche des Ostens großes Ansehen.

## Weblink
- http://www.hexapla.org/